# 三星Galaxy A30
三星Galaxy A30'是一款由韩国三星电子于2019年2月25日在世界行動通訊大會上与三星Galaxy A10、三星Galaxy A50共同推出，2019年3月2日首发的中阶Android智能手机，隶属于三星Galaxy A系列。该机搭载Android 9操作系统以及One UI 1.1用户界面。